# (35567) 1998 GC9
1998 GC9 (asteroide 35567) é um asteroide da cintura principal. Possui uma excentricidade de 0.05795960 e uma inclinação de 12.27569º.
Este asteroide foi descoberto no dia 2 de abril de 1998 por LINEAR em Socorro.